# Ramulus productus
Ramulus productus är en insektsart som först beskrevs av Brunner von Wattenwyl 1893.  Ramulus productus ingår i släktet Ramulus och familjen Phasmatidae. Inga underarter finns listade i Catalogue of Life.